# Thomas Jefferson Jackson See
Thomas Jefferson Jackson See   (Montgomery City, 19 de febrer de 1866 - Oakland, 4 de juliol de 1962) va ser un astrònom i matemàtic nord-americà, molt polèmic per les seves teories astronòmiques i un dels personatges més estranys en la ciència del segle xx.

## Vida i obra
See va estudiar a la universitat de Missouri, en la qual va treballar intensament en el seu observatori astronòmic. Després de graduar-se el 1889 va anar a Europa, on va estar estudiant tres anys i mig a la universitat de Berlín, sobre tot amb el professor Helmholtz. El 1892 va obtenir el doctorat amb una tesi sobre les estrelles binàries.
En retornar als Estats Units, va ser nomenat professor a la universitat de Chicago, de la qual va ser acomiadat el 1896. Els dos anys següents va treballar al Observatori Lowell de Flagstaff (Arizona). El 1899 va obtenir una plaça al Observatori Naval dels Estats Units (Washington DC, però el 1903 va ser relegat al mot menys important observatori de la drassana de Mare Island a Vallejo, a la part nord de la badia de San Francisco. En aquesta posició es va jubilar el 1930.
Tot i que See tenia un sòlids coneixements de mecànica celeste i era un observador astronòmic respectat, es va entossudir en estranyes teories sobre la formació del sistema solar o altres teories que explicaven diversos fenòmens astronòmics, que anaven en contra de les teories més establertes. A més va publicar nombrosos llibres i articles intentant convèncer el públic de les seves opinions poc ortodoxes. Per exemple, en el seu llibre més significatiu, Researches on the Evolution of the Stellar Systems (1910), proposava que els impactes eren processos fonamentals en la formació del sistema solar, canviant, a més, d'opinió amb alguns articles anteriors en els quals havia parlat de la formació dels cràters de Mercuri.
El 1913, l'editor de premsa i astrònom aficionat, William Larkin Webb va publicar una biografia del personatge (vegeu a Bibliografia), potser escrita pel mateix See, que en lloc de biografia era més aviat una hagiografia hiperbòlica que va ser ridiculitzada per la comunitat científica.